# Samsung Galaxy Tab S3
Samsung Galaxy Tab S3 ist eine Tabletcomputerserie von Samsung. Sie ist der direkte Nachfolger der Serie Galaxy Tab S2 und der Vorgänger der Serie Galaxy Tab S4. Die Tablets sind seit dem 17. April 2017 verfügbar. Es gibt zwei 9,7"-Varianten, eine WLAN-Variante und eine WLAN + LTE-Variante.

## Technische Daten

### Software
Das Samsung Galaxy Tab S3 wird standardmäßig mit Android-Version 7.0 Nougat ausgeliefert.
Im September 2019 wurde das Gerät auf Version 9.0 Pie aktualisiert.

### Hardware

#### Display
Die Super-AMOLED-Displays der Tablets verfügen über eine Auflösung von 2048 × 1536 Pixel bei einem Seitenverhältnis von 4:3.

#### Prozessor
Als Prozessor kommt ein 4-Kern-SoC von Qualcomm zum Einsatz. Dieser hat zwei 2,15-GHz-Kerne, zwei 1,6-GHz-Kerne und 4 GB Arbeitsspeicher.

#### Speicher
Die Geräte sind mit 32 GB internem Speicher ausgestattet. Dieser lässt sich per MicroSDXC-Kartenslot um bis zu 256 GB erweitern.

## Design
Die beiden Geräte sind in schwarz oder silber erhältlich.